# Chlumany
Chlumany település Csehországban, a Prachaticei járásban. Chlumany Pěčnov, Husinec, Vlachovo Březí és Budkov településekkel határos. Lakosainak száma 378 fő (2024. január 1.).

## Népesség
A település lakosságának változását az alábbi diagram mutatja:
| Lakosok száma | 392  | 362  | 389  | 323  | 267  | 304  | 345  | 340  | 349  | 378  |
|               | 1869 | 1890 | 1921 | 1950 | 1980 | 2001 | 2017 | 2019 | 2022 | 2024 |